# Fritz Schaetzler
Fritz Schaetzler (* 13. Mai 1898 in Nürnberg als Fritz Schätzler; † 3. Februar 1994 in La Habra, Kalifornien) war ein deutscher Sänger in der Stimmlage Bariton.

## Leben
Der gebürtige Nürnberger Fritz Schätzler verlor als Soldat in der Zweiten Flandernschlacht ein Bein und erlitt eine Lähmung eines Armes. In der Folge quittierte er seinen Militärdienst und begann 1919 eine Gesangsausbildung bei Anna Bahr-Mildenburg in München. 1920 gab er sein Debüt als Konzertsänger in Nürnberg, im gleichen Jahr wurde er an die Münchner Staatsoper engagiert, von 1922 bis 1947 wirkte er an der  Staatsoper in Stuttgart. Zusätzlich war er als Konzert- und Liedersänger tätig. 1948 übersiedelte er in die USA, wo er sich „Schaetzler“ schrieb und als Gesangspädagoge in Hollywood lebte.
Fritz Schaetzler brillierte besonders als Papageno in der Zauberflöte, als Figaro in Figaros Hochzeit und als Escamillo in Carmen.

## Schriften
- Nun erst recht! Ein Schwerverwundeter geht zur Bühne. Lebensbericht. Berlin: Deutscher Verlag, 1943. (DNB 575966807)